# 圣维托-代诺尔曼尼
圣维托-代诺尔曼尼（義大利語：San Vito dei Normanni）是意大利布林迪西省的一个市镇。总面积66平方公里，人口19884人，人口密度301.3人/平方公里（2009年）。ISTAT代码为074017。

## 友好城市
- 德国萨尔茨韦德尔 1992年
- 法國卢维耶 2006年